# Meana (Álava)
Meana es un despoblado que actualmente forma parte de los concejos de Castillo y Mendiola, que están situados en el municipio de Vitoria, en la provincia de Álava, País Vasco (España).

## Toponimia
A lo largo de los siglos ha sido conocido con los nombres de Meaco (Caseríos del), Meiana, Meyana y Miana.

## Historia
Documentado desde 1025 (Reja de San Millán), para mediados del siglo XVIII estaba despoblado.
Actualmente sus tierras son conocidas con los topónimos de Meana en las tierras del despoblado que actualmente están situadas en Castillo y Caseríos del Meaco en las tierras que actualmente forman parte del concejo de Mendiola.